# Leptopterigynandrum austro-alpinum
Leptopterigynandrum austro-alpinum är en bladmossart som beskrevs av C. Müller 1897. Leptopterigynandrum austro-alpinum ingår i släktet Leptopterigynandrum och familjen Thuidiaceae. Inga underarter finns listade i Catalogue of Life.